# Feliciano Pita de Castro
Feliciano Pitta de Castro, na grafia original (Caminha, 23 de janeiro de 1719 – Barbacena, 21 de junho de 1784), foi o primeiro vigário colado da Borda do Campo, nas Minas Gerais. Era comissário do Santo Ofício e fidalgo da Casa Real.

## Atuação
Durante o período em que foi vigário o Padre Feliciano Pita de Castro (1752-1784), iniciou-se a reconstrução e posterior finalização da matriz da Igreja Nova de Nossa Senhora da Piedade, no então Arraial da Igreja Nova da Borda do Campo, que por decisão do Governo das Minas Gerais ficou sob a jurisdição da Vila de São José Del Rei  (Tiradentes). O mesmo vigário Feliciano, que havia decidido por instalar o assoalho das coxias e capela-mór, além do forro do sacrário, também mandou construir o novo frontispício e as duas torres, completando assim a obra da Igreja Nova. Em 1764 a construção foi concluída, depois de enfrentar problemas financeiros que implicaram até na interferência de Sua Majestade, que permitiu ao Padre Feliciano Pita de Castro a licença para lançar uma finta (logro, calote) de modo que todos os moradores contribuíssem para o término da construção.

Em 1750, o Bispo de Mariana, Dom Frei Manuel da Cruz, criou o curato de Conceição de Ibitipoca, desmembrado da freguesia da Borda do Campo e estabelecido como distrito da Comarca do Rio das Mortes. No entanto, o ato episcopal não foi prontamente consolidado por conta da intervenção do vigário da Borda, Feliciano Pita de Castro, que não pretendia perder as rendas vindas de Ibitipoca. Este ato foi declarado nulo pela Mesa de Consciência, voltando ao seu primitivo estado (até 1818) a esforços do vigário Feliciano Pita de Castro que contava poderosos amigos em Lisboa.
Foi eleito em abril de 1759 pela Mesa da Ordem Terceira de São Francisco como procurador, para interceder junto ao Reino e que alcança-se a licença, por decreto ou provisão régia, para a criação da capela de São Francisco de Assis em Vila Rica (Ouro Preto). Entretanto, após três anos e como os procuradores mais antigos, fracassaram também os prepostos em Lisboa do ilustre vigário da Borda do Campo.

## Formação
Pita de Castro ingressou aos dezessete anos de idade como monge na Religião de São Bento, onde professou por cinco anos. Exerceu breve pontifício e residiu em Lisboa, antes de assumir suas atribuições nas Minas Gerais. Nascido em Caminha, província do Minho, era fidalgo de Sua Majestade, irmão inteiro de Sebastião Pita de Castro, inquisidor de Coimbra, e sobrinho, por via materna, de Fernando José de Castro, deputado do Santo Ofício. Portanto, era oriundo de uma família bem posicionada nas hierarquias sociais e acostumada aos serviços à monarquia e à Inquisição. O processo de habilitação de Feliciano não chegou a durar um ano, tendo começado e terminado em 1752, isso porque sua ascendência já era conhecida pelo tribunal em virtude da habilitação de seu irmão inquisidor, em 1740. Feliciano requereu a patente de comissário depois de aprovado no concurso da Mesa de Consciência e Ordens para ser colado na Igreja de Nossa Senhora da Piedade da Borda do Campo. Ele quis chegar no Brasil já com a provisão do Santo Ofício. 

## Família e herdeiros
Feliciano Pita de Castro era filho de Ignácio Pita Leite (Senhor do Morgado de Alvarães), fidalgo da Casa Real, e de Izabel Antónia de Castro, cujo pai era Sebastião de Castro e Caldas (do Conselho de Sua Majestade e Comendador na Ordem de Cristo), que foi Governador e Capitão-Geral do Rio de Janeiro e Pernambuco. 
Deixou como herdeiros dois filhos expostos, Laureano José de Castro e Floriana Augusta de Menezes(avó materna de Camilo Maria Ferreira Armond, Conde de Prados e Honório Augusto José Ferreira Armond, segundo Barão de Pitangui). Foram legatários do testamento ainda uma família de escravos libertos, além de seu sobrinho Ignácio Leite. Deixou valores em doação às obras da Igreja Matriz de Nossa Senhora da Piedade, ao Mosteiro de Santo André de Rendufe, e ao mosteiro de São Paulo de Lisboa.